# Lionel Rose
Lionel Rose (Labertouche, 9 aprile 1948 – Warragul, 8 maggio 2011) è stato un pugile e cantante australiano, campione mondiale dei pesi gallo tra il 1968 e il 1969. È stato il primo aborigeno australiano  a conquistare il titolo mondiale di pugilato e ad essere nominato “Australiano dell'anno”. È stato padrino di battesimo della modella e attrice Ruby Rose.

## Biografia
Nasce a Labertouche nello Stato australiano di Victoria.  Cresce nella città di Warragul e impara a boxare da suo padre che era un abile combattente negli spettacoli di animazione locali. 

### Carriera pugilistica
A 15 anni Rose è campione australiano dilettanti. Il 9 settembre 1964, a soli 16 anni, passa al professionismo, battendo ai punti l'italiano Mario Magris, a Melbourne. A 18 anni è campione australiano dei pesi gallo. Sempre a Melbourne, batte il triestino Nevio Carbi e l'11 dicembre 1967, a Sydney, mette KO al tredicesimo round, il connazionale Rocky Gattellari, già sfidante di Salvatore Burruni per il titolo mondiale dei pesi mosca. 
Questo risultato gli permette di essere designato sfidante al titolo mondiale dei gallo in possesso del terribile Fighting Harada, uno dei più forti pugili giapponesi di ogni tempo. Rose combatte per la prima volta all'estero e, il 27 febbraio 1968, al Nippon Budokan di Tokyo, sconfigge ai punti il temibile avversario con verdetto unanime, anche se di stretto margine, emesso da una giuria tutta giapponese.
Cinque mesi dopo, Rose combatte nuovamente al Nippon Budokan per mettere in palio la cintura mondiale contro l'altro giapponese Takao Sakurai, già campione olimpico. Vince nuovamente ai punti ma, stavolta, con verdetto contrastato (un giudice aveva decretato il pari). Tra i due match, batte ai punti anche l'ex campione europeo Tommaso Galli, sul ring casalingo di Melbourne.
Il 6 dicembre dello stesso anno, Rose si reca a Inglewood (California) per raccogliere la sfida del messicano Chucho Castillo. Vince nuovamente ai punti con verdetto contrastato. A Melbourne nel 1969, Rose conserva il titolo dall'assalto del britannico Alan Rudkin con un altro verdetto contrastato ma solo perché un giudice inglese attribuisce la vittoria per un solo punto al connazionale, mentre il margine nei cartellini degli altri due referenti varia tra i cinque e i sette punti in favore del campione.
Il 22 agosto 1969, invece, l'australiano nulla può al Forum di Inglewood di fronte ai pugni di Rubén Olivares, uno dei più forti pesi gallo di ogni tempo, che lo mette KO al quinto round, sottraendogli la cintura mondiale.
Rose combatte ancora per due anni, con alterni risultati. Batte ai punti in dieci riprese il giapponese Guts Ishimatsu, futuro Campione del mondo dei pesi leggeri ma non riesce a conquistare il titolo australiano della stessa categoria. Tenta allora l'assalto al titolo mondiale WBC dei superpiuma. È però sconfitto a Hiroshima dal giapponese Yoshiaki Numata, con verdetto unanime anche se con soli due punti di margine.
Si ritira quindi per tre anni dal pugilato. Risale sul ring nel 1975 e combatte sei match, con sole due vittorie. Tra i suoi "giustizieri" il futuro campione mondiale dei pesi superpiuma Rafael Limón. Quindi, nel 1976, abbandona definitivamente la boxe.

### Carriera musicale
Durante i periodi di pausa dalla boxe, negli anni settanta Rose ha intrapreso una breve carriera di cantante in Australia con successi come "I Thank You" e "Please Remember Me" (1970).